# Pont-de-Roide
Pont-de-Roide är en kommun i departementet Doubs i regionen Bourgogne-Franche-Comté i östra Frankrike. Kommunen ligger i kantonen Pont-de-Roide som tillhör arrondissementet Montbéliard. År 2022 hade Pont-de-Roide 3 971 invånare.

## Befolkningsutveckling
Antalet invånare i kommunen Pont-de-Roide
Referens:INSEE